# Vladimir Kostadinovic
Vladimir Kostadinovic (* 22. August 1980 in Pančevo) ist ein österreichischer Jazzmusiker (Schlagzeug, Komposition) serbischer Herkunft.

## Leben und Wirken
Kostadinovic, der in Kovin aufwuchs, erhielt ab dem Alter von sieben Jahren klassischen Akkordeonunterricht. Mit elf Jahren wechselte er zum Schlagzeug. Nach seinem Jazz-Studium in Belgrad und Graz etablierte er sich schnell in der internationalen Jazz-Szene.
Im August 2009 wurde Kostadinovic eingeladen, mit dem Organisten Tony Monaco aufzutreten. In dieser Zeit gründete Vladimir auch sein eigenes Quartett mit Jimmy Greene, Danny Grissett und Matt Brewer, mit dem er in New York sein Debütalbum Course of Events  mit eigenen Kompositionen aufnahm. In der dortigen Szene hat er sich zwischenzeitlich etabliert.
2012 schloss Kostadinovic sich dem Trio von Antonio Faraò an, mit dem er in Europa tourte. Weiterhin arbeitete er mit Till Brönner, Benny Golson, Dusko Goykovich und Bob Mintzer. Er ist auch auf Alben vom Johannes Thoma Acoustic Quartett, Jörg Leichtfried Trio, Bruno Mičetić Trio, Erwin Schmidt, Dorothea Jaburek und Markus Harm zu hören.
Kostadinovic errang 2008 beim italienischen Wettbewerb Tuscia in Jazz den Preis als bester Schlagzeuger.

## Diskographie
- Vladimir Kostadinovic feat. Jimmy Greene: Course of Events (Jive Music 2011)
- The Left Side of Life (Enja 2016, mit Seamus Blake, Marko Churnchetz, Joe Sanders)[3]
- Iris (Criss Cross Jazz, 2024; mit Chris Potter bzw. Ben Wendel, Joe Locke, Matt Brewer, Alex Sipiagin, Geoffrey Keezer)[4]